# Atrocities
Atrocities è un album del gruppo gothic rock Christian Death, pubblicato dalle etichette discografiche Nostradamus Records e Candlelight Records nel 1985.
È il primo della formazione europea del gruppo capeggiata da Valor Kand, che si distingue da quella statunitense capeggiata da Rozz Williams.
L'album è stato ristampato nel 1990 e nel 1999.

## Tracce
1. Will o' the Wisp (Valor Kand) - 3:15
2. Tales of Innocence (Barry Galvin, Kand) - 6:27
3. Strapping Me Down (Galvin, Kand) - 2:37
4. The Danzig Waltz (Kand) - 3:34
5. Chimere De-Ci, De-Là (Kand) - 4:42
6. Silent Thunder (Kand) - 6:31
7. Strange Fortune (Kand) - 3:52
8. Ventriloquist (Kand) - 4:33
9. Gloomy Sunday (S.Lewis, Rezsö Seress) - 3:03
10. The Death of Josef (Kand) - 4:34

## Formazione
- Valor Kand: voce, chitarra, pianoforte, violino, violoncello, percussioni
- Barry Galvin: chitarra, cori
- Johann Schumann: basso
- David Glass: batteria, percussioni, cori
- Gitane Demone: organo Hammond, cori